# Le Diable en France
Le Diable en France (titre original en allemand, tout d'abord Unholdes Frankreich, puis Der Teufel in Frankreich) est une œuvre autobiographique de l'écrivain allemand Lion Feuchtwanger, parue en 1942.

## Contenu
Le récit porte sur la période de mai à août 1940 où l'auteur a été interné au camp des Milles, près d'Aix-en-Provence, puis au camp de Saint-Nicolas, près de Nîmes, en tant que ressortissant allemand. Pacifiste, anti-militariste et antinazi, persécuté par les nazis dès 1933, il s'est réfugié en France et il est l'un des principaux représentants des intellectuels allemands qui y sont en lutte contre la montée du nazisme. 
À la déclaration de guerre, il est interné le 17 septembre 1939 aux Milles comme de nombreux Allemands, quelles que soient leurs positions vis-à-vis du régime hitlérien. Sa qualité de réfugié politique est reconnue et il est rapidement libéré, le 27 septembre 1939. 
Le 21 mai 1940, il est de nouveau enfermé au camp des Milles, conformément à la circulaire du 15 mai 1940. 
Il raconte avec une grande précision les conditions de vie dans le camp, très inconfortables sans violence. Après l'armistice, les opposants à Hitler craignent d'être livrés aux Allemands et persuadent le commandant du camp, le capitaine Charles Goruchon, d'organiser pour eux un convoi ferroviaire pour les emmener jusqu'à Bayonne, d'où ils pourront embarquer vers la liberté. Le train, parti le 22 juin avec environ deux mille volontaires pour la plupart allemands, arrive à Bayonne. Il est mal accueilli par la population qui croit à l'arrivée des troupes allemandes. Le train repart en sens inverse et dépose à Nîmes ceux de ses occupants qui n'ont pas profité du désordre pour s'enfuir ; ils sont regroupés à proximité dans un camp de tentes établi à Saint-Nicolas, dans la commune de Sainte-Anastasie.
Feuchtwanger s'échappe en août 1940 et se cache à Marseille. Quelques mois plus tard, il est exfiltré vers les États-Unis par l'Espagne et le Portugal. Il arrive à New York le 5 octobre 1940.

## Titre de l'œuvre
Le récit paraît d'abord sous le titre Unholdes Frankreich (en anglais, Ungracious France). Ce titre marque la déception de l'auteur vis-à-vis de la France, qui a trahi sa tradition d'asile, pactisant avec le régime hitlérien.
L'auteur modifie le titre, qui devient Der Teufel in Frankreich. Il explique ainsi le titre : « Chez nous en Allemagne, quand quelqu'un vivait confortablement, on disait qu'il vivait comme Dieu en France. Cette expression signifiait probablement que Dieu se sentait bien en France, qu'on y vivait librement et qu'on y laissait vivre les autres, que l'existence y était facile et confortable. Mais si Dieu se sentait bien en France, on pouvait dire également, précisément en vertu de cette conception du monde assez insouciante, que le diable n'y vivait pas mal non plus. […] Je ne crois pas que notre malheur soit dû à de mauvaises intentions de leur part [de la part des Français], je ne crois pas que le diable auquel nous avons eu affaire en France en 1940 ait ėtė un diable particulièrement pervers qui aurait pris un plaisir sadique à nous persécuter. Je crois plutôt que c'était le diable de la négligence, de l'inadvertance, du manque de génėrositė, du conformisme, de l'esprit de routine, c'est-à-dire ce diable que les Français appellent le je-m-en-foutisme. »

## Postérité
Le récit de Feuchtwanger est le principal témoignage d'époque sur la vie quotidienne au camp des Milles en juin 1940 et sur l'épisode du train parti pour Bayonne. Il a été une source d'inspiration pour le film de Sébastien Grall, Les Milles (1995).

## Éditions
en allemand
- Unholdes Frankreich, Mexico, El Libro libre, cop. 1942, 330 p.
- Der Teufel in Frankreich, mit einem Nachwort von Marta Feuchtwanger, Frankfurt am Main, S. Fischer Verlag, Fischer-Taschenbuch, 1986.  (ISBN 3-596-25918-5)

en français
- Le Diable en France, préface de Luc Rosenzweig, trad. de l'allemand par Gabrielle Perrin, Paris, J.-C. Godefroy, 1985, 226 p.
- Le Diable en France, préface d'Alexandre Adler, trad. de l'allemand par Jean-Claude Capele, Paris, Belfond, 2010 ; Le Livre de Poche, 2012, 360 p.